# Сюзанна (фільм, 1923)
Сюзанна (англ. Suzanna) — американська кінокомедія Ф. Річарда Джонса 1923 року з Мейбл Норманд в головній ролі.

## У ролях
- Мейбл Норманд — Сюзанна

- Джордж Ніколс — Дон Фернандо Реєс
- Волтер МакГрейл — Рамон
- Евелін Шерман — Донья Ізабелла
- Леон Барі — сеньйор Панчо Мендоса
- Ерік Мейн — Дон Дієго Родрігес
- Вініфред Брайсон — Долорес Родрігес
- Карл Стокдейл — Руїс
- Лон Пофф — Альварес
- Джордж Купер — Мігель